# جائزة بريطانيا الكبرى 1963
جائزة بريطانيا الكبرى 1963 هو سباق فورمولا 1 أقيم بتاريخ 20 يوليو 1963 في حلبة سلفرستون، إنجلترا. كان الخامس من أصل 10 في بطولة العالم لسباقات الفورمولا واحد موسم 1963. حلّ البريطاني جيم كلارك أولا بينما جاء البريطاني جون سورتيس في المركز الثاني وحصل على المركز الثالث البريطاني غراهام هيل.